# The EBS Space
 (octobre 2023).
La mise en forme du texte ne suit pas les recommandations de Wikipédia : il faut le « wikifier ».
Les points d'amélioration suivants sont les cas les plus fréquents. Le détail des points à revoir est peut-être précisé sur la page de discussion.
- Les titres sont pré-formatés par le logiciel. Ils ne sont ni en capitales, ni en gras.
- Le texte ne doit pas être écrit en capitales (les noms de famille non plus), ni en gras, ni en italique, ni en « petit »…
- Le gras n'est utilisé que pour surligner le titre de l'article dans l'introduction, une seule fois.
- L'italique est rarement utilisé : mots en langue étrangère, titres d'œuvres, noms de bateaux, etc.
- Les citations ne sont pas en italique mais en corps de texte normal. Elles sont entourées par des guillemets français : « et ».
- Les listes à puces sont à éviter, des paragraphes rédigés étant largement préférés. Les tableaux sont à réserver à la présentation de données structurées (résultats, etc.).
- Les appels de note de bas de page (petits chiffres en exposant, introduits par l'outil «  Source ») sont à placer entre la fin de phrase et le point final[comme ça].
- Les liens internes (vers d'autres articles de Wikipédia) sont à choisir avec parcimonie. Créez des liens vers des articles approfondissant le sujet. Les termes génériques sans rapport avec le sujet sont à éviter, ainsi que les répétitions de liens vers un même terme.
- Les liens externes sont à placer uniquement dans une section « Liens externes », à la fin de l'article. Ces liens sont à choisir avec parcimonie suivant les règles définies. Si un lien sert de source à l'article, son insertion dans le texte est à faire par les notes de bas de page.
- La présentation des références doit suivre les conventions bibliographiques. Il est recommandé d'utiliser les modèles {{Ouvrage}}, {{Chapitre}}, {{Article}}, {{Lien web}} et/ou {{Bibliographie}}. Le mode d'édition visuel peut mettre en forme automatiquement les références.
- Insérer une infobox (cadre d'informations à droite) n'est pas obligatoire pour parachever la mise en page.

Pour une aide détaillée, merci de consulter Aide:Wikification.
Si vous pensez que ces points ont été résolus, vous pouvez retirer ce bandeau et améliorer la mise en forme d'un autre article.
The EBS space (coréen : EBS 스페이스 공감) est un programme musical sud-coréen diffusé par EBS. La première émission a commencé en 2004, et il est diffusé pendant 50 minutes tous les vendredis à partir de minuit en KST,. Il est un programme musical qui organise un concert au siège d'EBS pendant quatre jours, du lundi au jeudi, et traite la performance en direct, la couverture et les interviews. Il s'agit d'un programme dans lequel les artistes sont sélectionnés sur la base de leur musicalité et de leurs capacités en direct, et d'un programme sans animateur. En reconnaissance de sa contribution à la musique populaire coréenne, il a remporté le prix spécial Committee Choice aux Korean Music Awards en 2007, ainsi que le prix de la diversité culturelle aux Sejong Culture Awards organisés par le ministère de la culture, des sports et du tourisme.

## Télédiffusion
Le 3 avril 2004, The EBS Space a diffusé sa première émission avec la performance en direct de la soprano Shin Young-ok. La salle avait converti l'auditorium du premier étage du bâtiment administratif de l'EBS en une petite salle de concert,. Il s'agit d'une salle de concert exiguë où la distance entre la scène et le public n'est que de 3 mètres et qui est diffusée d'une manière qui s'appuie uniquement sur le direct de l'artiste, sans aucun équipement de scène,.

## EBS Hello Rookie Contest
EBS Hello Rookie Contest est un concours annuel organisé par The EBS Space, qui a débuté en 2007 par un projet de découverte des débutants. Depuis 2008, il est organisé conjointement par le ministère de la culture, des sports et du tourisme et l'agence coréenne du contenu créatif. EBS Hello Rookie Contest est considéré comme le concours le plus représentatif et le média le plus influent pour rendre célèbres les groupes indépendants coréens débutants. Des groupes tels que Guckkasten, Kiha & The Faces, Daybreak et Jambinai sont devenus célèbres grâce à ce concours,.